# Hestia (planetoïde)
(46) Hestia is een planetoïde in de planetoïdengordel tussen de banen van de planeten Mars en Jupiter. Hestia heeft een diameter van ongeveer 124,1 km en draait in 4,01 jaar om de zon. Ze heeft een ellipsvormige baan waarin de afstand tot de zon varieert tussen de 2,091 en 2,961 astronomische eenheden. De baan maakt een hoek van ongeveer 2,3° ten opzichte van de ecliptica.

## Ontdekking en naamgeving
Hestia werd op 16 augustus 1857 ontdekt door de Engelse astronoom Norman Robert Pogson. Pogson ontdekte in totaal acht planetoïden, waarvan Hestia de derde was.
Hestia is genoemd naar de godin van het haardvuur in de Griekse mythologie.

## Eigenschappen
Hestia wordt door spectraalanalyse ingedeeld bij de C-type planetoïden, wat betekent dat ze een relatief laag albedo heeft en een donker oppervlak. C-planetoïden zijn rijk in organische verbindingen. Hestia draait in iets meer dan 21 uur om haar eigen as, wat relatief langzaam is.
Hestia is het grootste lid van de Hestiafamilie, een groep planetoïden waarvan vermoed wordt dat ze ontstaan zijn uit één botsing of inslag.